# Marvin Egho
Marvin Egho (* 9. Mai 1994 in Wien) ist ein österreichischer Fußballspieler.

## Karriere
Egho begann seine Karriere bei der SV Donau Wien. Nachdem er zuvor beim FC Stadlau, beim SC Obersiebenbrunn, beim SC Wiener Neustadt und beim FK Austria Wien gespielt hatte, ging er 2011 zum SR Donaufeld Wien. 2013 wechselte er zum SK Rapid Wien, wo er jedoch nur für die Regionalligamannschaft spielte. 2014 ging er zum Bundesligaverein FC Admira Wacker Mödling. Sein Bundesliga- und Profidebüt gab er am ersten Spieltag der Saison 2014/15 gegen den Wolfsberger AC. Im Jänner 2016 kehrte er leihweise bis Saisonende zu seinem Jugendklub SC Wiener Neustadt zurück.
Zur Saison 2016/17 wechselte er zur SV Ried, wo er einen bis Juni 2019 gültigen Vertrag erhielt.
Nach dem Abstieg aus der Bundesliga wechselte er zur Saison 2017/18 in die Slowakei zum Erstligisten Spartak Trnava, bei dem er einen bis Juni 2019 gültigen Vertrag erhielt.
Im August 2018 wechselte Egho nach Dänemark zum Randers FC. Insgesamt kam er in sechs Jahren zu 130 Einsätzen in der Superliga für Randers, in denen er 24 Tore erzielte. Zur Saison 2024/25 wechselte er zum Zweitligisten AC Horsens. Für Horsens spielte er 13 Mal in der 1. Division, ehe er den Verein nach der Saison 2024/25 wieder verließ. Zur Saison 2025/26 zog er weiter zu Ligakonkurrent Hvidovre IF.